# Trevor Immelman
Trevor John Immelman (Cidade do Cabo, 16 de dezembro de 1979) é um jogador de golfe da África do Sul e vencedor do Masters de Golfe de 2008. 

## Títulos de Major
| Ano  | Campeonato       | Placar               | Margem    | Vice-campeão |
| 2008 | Masters de Golfe | -8 (68-68-69-75=280) | 3 tacadas | Tiger Woods  |